# 塞西拉图尔
塞西拉图尔（法語：Cercy-la-Tour，法語發音：[sɛʁsi la tuʁ]），法国中部市镇，位于勃艮第-弗朗什-孔泰大区涅夫勒省，隶属于希农堡（城）区，其市镇面积为45.57平方公里，2022年1月1日时人口数量为1,683人，在法国城市中排名第6,297位。
塞西拉图尔位于涅夫勒省南部，阿龙河、阿莱讷河和卡讷河三条河流的交汇处，是一个区域性的中心城市，讷韦尔—沙尼铁路由此通过。

## 地名来源
塞西拉图尔最初以拉丁语“Cerciacum”的形式被记载，该名称的来源及含义尚有待考证。法国大革命期间，因“La Tour”含义封建色彩，当地的官方名称曾一度被更名为“Cercy sur Aron”。

## 历史

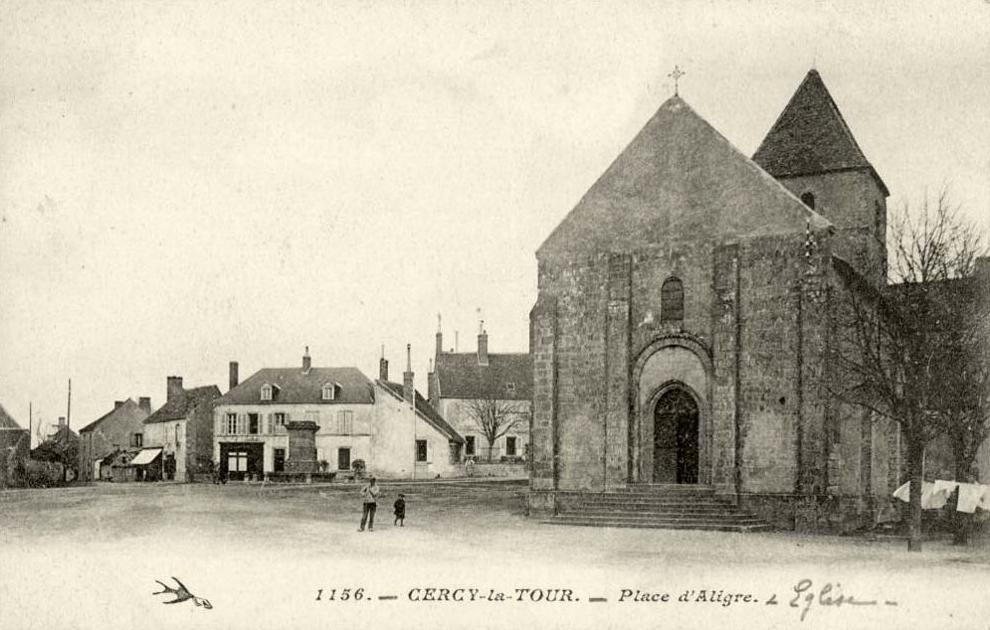
20世纪初的塞西拉图尔镇中心

塞西拉图尔境内曾发现旧石器时代的人类活动遗迹。根据当地官方网站的论述，在高卢-罗马时期，塞西拉图尔为一处拥有四个城门的奥皮杜姆。中世纪时，塞西拉图尔长期为讷韦尔伯国的一部分，当地于13世纪时兴建了高达20米的碉楼。法国大革命后，塞西拉图尔成为涅夫勒省的一个市镇。1794年，科德（Coddes）整体并入塞西拉图尔。19世纪末，途径塞西拉图尔的讷韦尔—沙尼铁路和克拉姆西—卢瓦尔河畔日利铁路相继建成通车，塞西拉图尔站一度成为一个区域性的铁路枢纽，直至二战前夕南北走向的铁路关闭。

## 地理

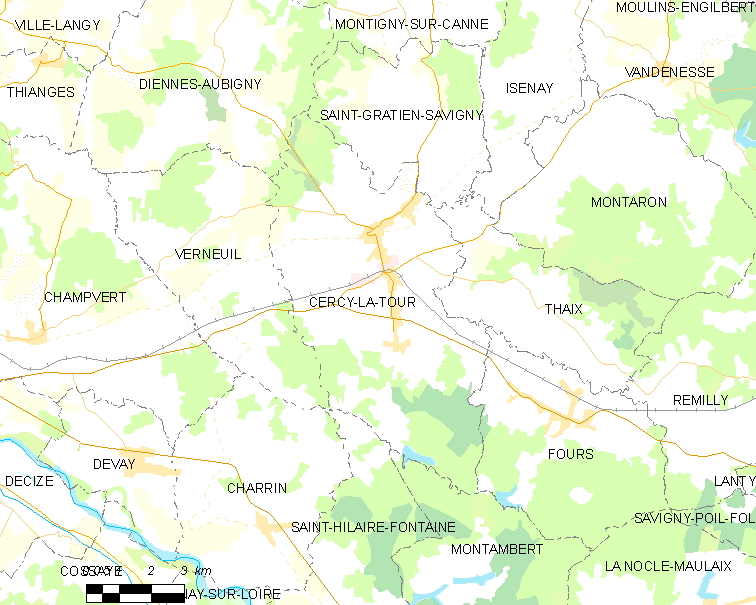
塞西拉图尔市镇范围地图

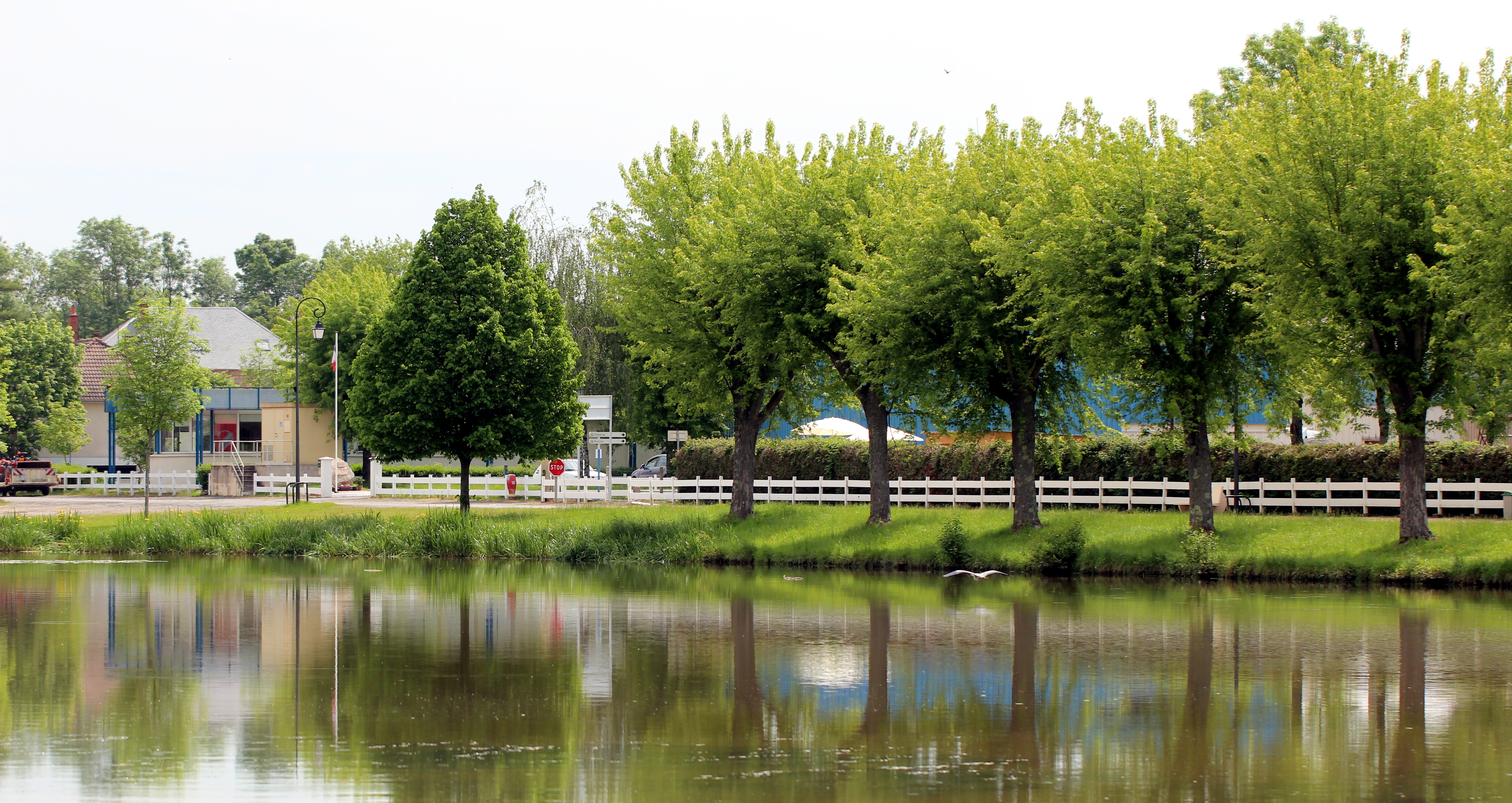
阿龙河畔的林地

塞西拉图尔位于法国中部偏东，勃艮第-弗朗什-孔泰大区西部和涅夫勒省南部，距离省会讷韦尔大约45公里。与塞西拉图尔接壤的市镇包括：迪耶讷-欧比尼、圣格拉蒂安-萨维尼、韦尔讷伊、圣伊莱尔枫丹、泰、蒙唐贝尔和富尔。

### 地形
塞西拉图尔位于莫尔旺山的南部延伸地带，境内以平原和浅丘为主，市镇中心地势较为平坦，全境海拔在191到253米之间。

### 水文
塞西拉图尔位于卢瓦尔河流域范围内，阿龙河自东向西流经镇中心，其左岸支流阿莱讷河和右岸支流卡讷河均在此与其交汇；人工开凿的讷韦尔运河则从市区北部经过，其水量由船闸控制。

### 植被
塞西拉图尔属于温带阔叶混交林区，林地多分布于河流附近。
在鲜花城市的评比中，塞西拉图尔暂未被评级。

### 气候
塞西拉图尔在柯本气候分类法中属于带有一定大陆性特征的温带海洋性气候（Cfb）。

## 行政区划
塞西拉图尔的市镇编号为58046，邮政编号为58340。
在行政管理方面，塞西拉图尔隶属于法国勃艮第-弗朗什-孔泰大区涅夫勒省希农堡（城）区；在地方选举方面，塞西拉图尔隶属于吕济县，其市镇范围全境被划入涅夫勒省第二选区；在社会管理方面，塞西拉图尔是巴祖瓦-卢瓦尔-莫尔旺市镇公共社区的组成部分。
截至2023年6月，塞西拉图尔市镇范围内暂无任何城市敏感街区及城市政策优先街区。
法国国家统计与经济研究所（简称）在进行数据统计时，未将塞西拉图尔划入任何城市核心区（Unité urbaine）、城市区（Aire urbaine）及城市辐射区（Aire d'attraction）。此外，还将塞西拉图尔市镇整体看作一个“块区”（IRIS），以便于统计人口分布情况。

## 交通

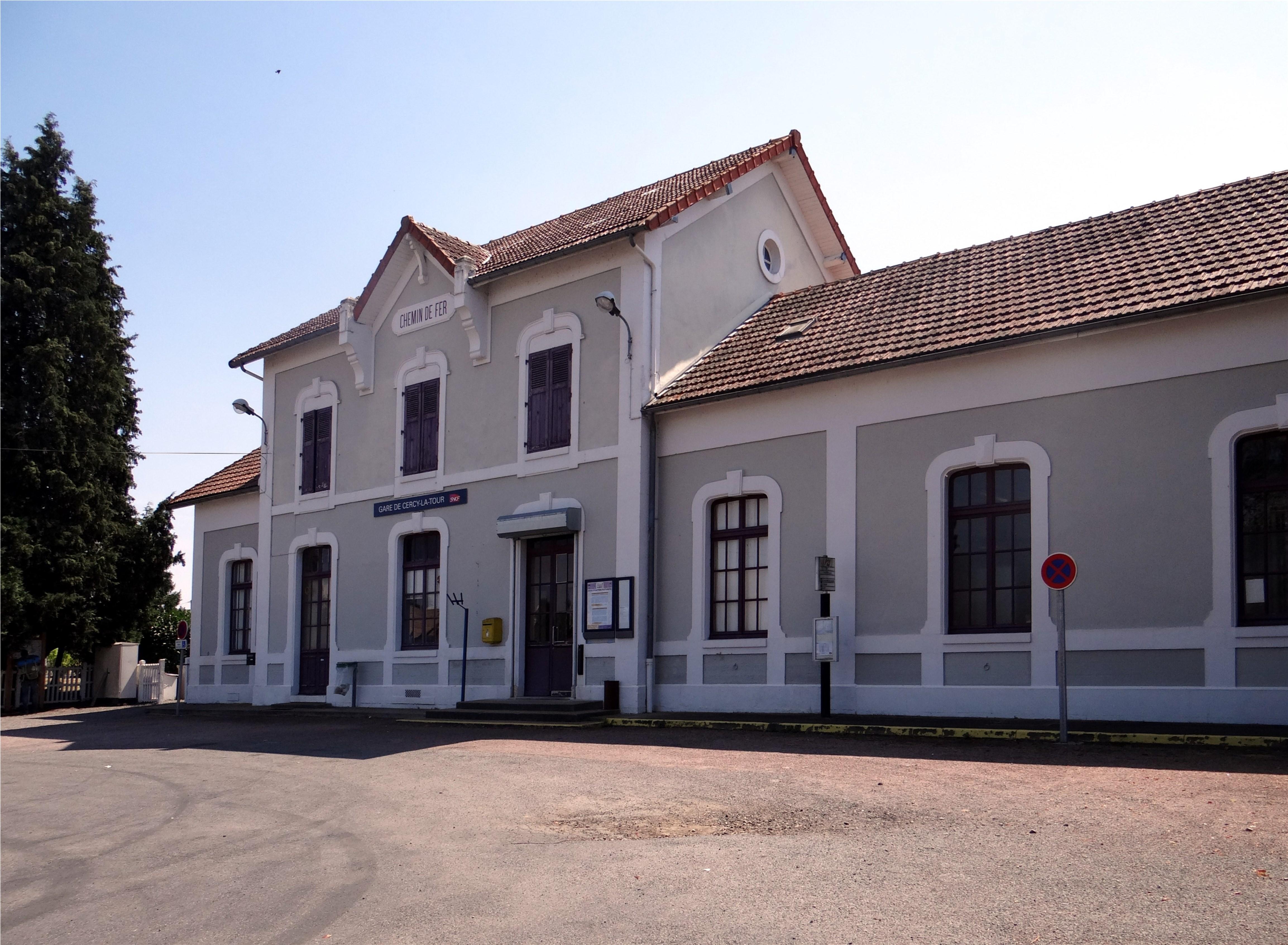
塞西拉图尔火车站

### 公路
涅夫勒省省道D10线、D26线、D37线、D136线和D981线在塞西拉图尔境内交汇，勃艮第-弗朗什-孔泰大区下属的城际客运提供巴士线路，可前往周边部分市镇。
2019年，65%的塞西拉图尔家庭拥有至少一辆私人汽车。2019年，塞西拉图尔境内共发生各类交通事故3起，造成3人受伤，其中1人重伤。
| 36 | 46 |

| 26 | 46 |

| 讷韦尔 | 50 |

| 德西兹 | 18 |

| 沙蒂永昂巴祖瓦 | 23 |

| 希农堡 | 38 |

| 波旁朗西 | 35 |

| 吕济 | 31 |

### 铁路
塞西拉图尔位于讷韦尔—沙尼铁路和克拉姆西—卢瓦尔河畔日利铁路的交汇处，其中后者已于1939年停止客运服务。塞西拉图尔站位于市区南部，停靠往返于讷韦尔和第戎一线的区域列车。

### 航空
距离塞西拉图尔最近的民用航空站为151公里外的克莱蒙费朗机场。

### 城市公共交通
截至2023年6月，塞西拉图尔暂无城市公共交通系统。

## 政治
塞西拉图尔的现任市长为塞巴斯蒂安·德克雷奥先生（Sébastien DESCREAUX），他是一名右翼无党派人士，在2020年的市政选举中获得了55.13%的支持率。
在2022年的法国总统大选中，法国极右翼政党国民阵线主席玛丽娜·勒庞在塞西拉图尔获得了56.66%的支持率。

## 人口
2020年，塞西拉图尔市镇人口数量为1,697，在法国排名第6,297位。其中男性820人，女性893人，75岁及以上人口占15.2%，外籍人口数量为21人，人口密度为37人/平方公里，当地居民被称为（男性）或（女性）。2020年，塞西拉图尔境内出生11人，死亡人口48人。
| 塞西拉图尔1901年－2020年人口变化情况 |
|                                      |
| 数据来源：Cassini、INSEE             |

## 经济
塞西拉图尔是一个区域性的中心市镇。截至2023年6月，塞西拉图尔市镇范围内共有各类用人单位（包含自雇）258家，平均历史为22年，其中97.41%为中小型企业（PME），2023年4月至6月间，当地的经济活力指数为-0.39%。（公路货运）、（企业管理）及（公路货运）是当地2021年营业额最高的三个企业，分别为14,507,671欧元、6,776,724欧元和4,908,639欧元。

## 财政与居民收入
2021年，塞西拉图尔的财政收入总额为1,679,110欧元，财政支出总额为1,445,810欧元，当年的债务总额为1,554,370欧元。2021年，塞西拉图尔市镇通过增值税获得99,330欧元的收入，此外当地还共获得了186,700欧元的国家直接财政补助。
2020年，塞西拉图尔的人均月收入总额为1,610欧元，低于法国平均水平（2,303欧元）。
2019年，塞西拉图尔境内的青壮年（15至64岁）失业率为13.0%；当地42.4%的家庭拥有纳税资格，平均纳税1,796欧元，低于法国平均水平（3,910欧元）。

## 社会事务

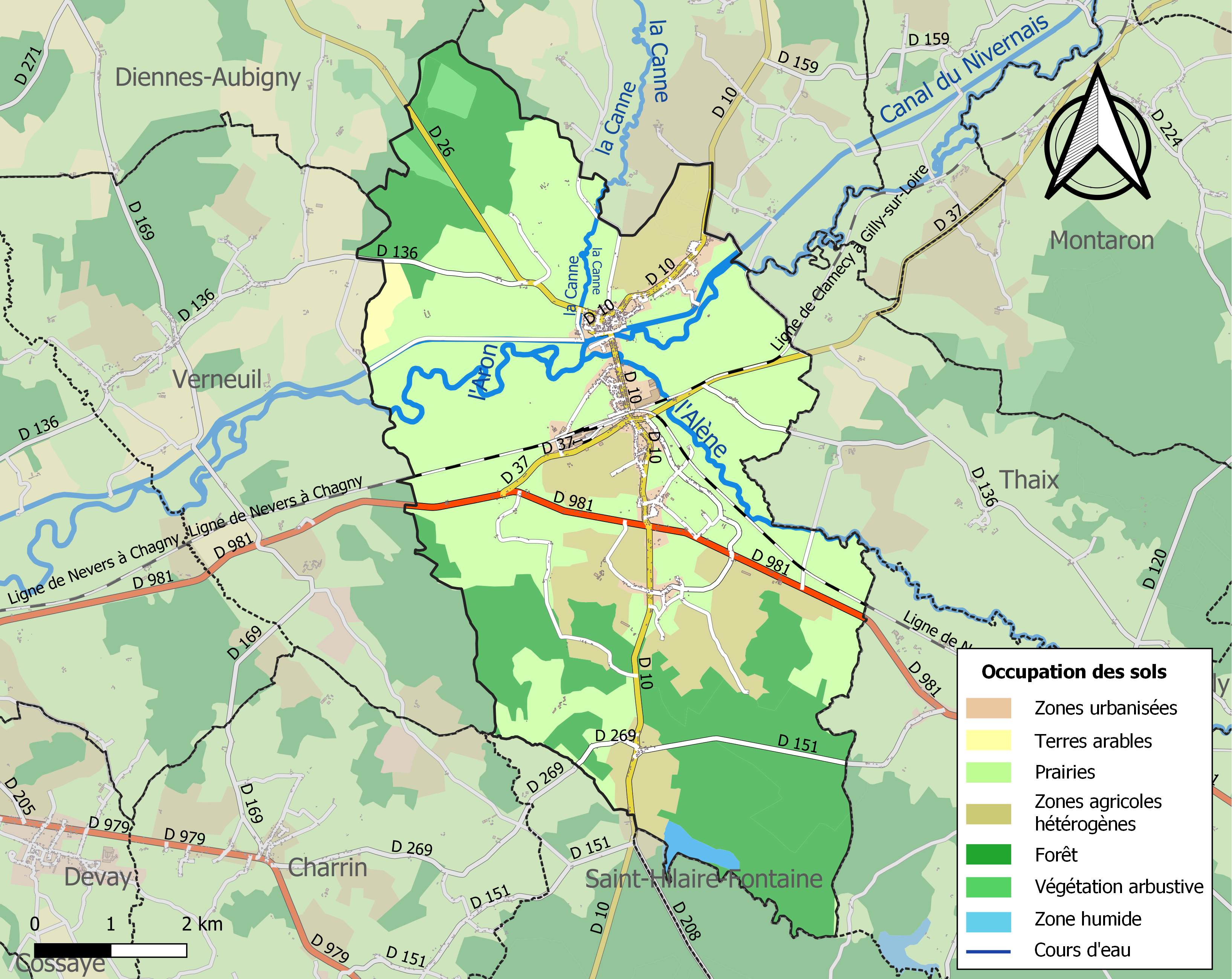
塞西拉图尔土地利用情况地图

### 教育
塞西拉图尔属于第戎学区。截至2021年1月1日，塞西拉图尔境内共有1所幼儿园、1所小学和1所初级中学。2021至2022学年度，塞西拉图尔境内共有在校中等教育阶段学生102名。

### 医疗
截至2021年1月1日，塞西拉图尔境内共有全科医生2名、保健师1名、牙医3名和护士6名。境内共有药房1家。
距离塞西拉图尔最近的区域性医疗机构为德西兹中心医院（Centre Hospitalier de Decize），其主病区位于德西兹市区西南部，距离塞西拉图尔市区的正常车程大约18分钟，该院设有床位129个，是当地规模最大的公立综合性医院。

### 住房
2019年，塞西拉图尔境内共有各类住房1,160套，其中79.5%为独立式居民区，19.9%为集中式居民区。常住房屋占塞西拉图尔市镇范围内居民建筑总量的77.2%。
在住房保障政策方面，2021年，塞西拉图尔境内共有136户家庭获得了住房经济补助，受益人数占总人口数量的8.0%，其中128份为房租补助。

### 商业
2021年，塞西拉图尔境内共有各类实体商铺37家，其中餐厅2家、大型超市1家、杂货店1家、面包房3家、肉铺1家、书店1家、美容美发店2家、汽车维修店3家。市区南部建有一家Bi便民超市。

### 体育
2021年，塞西拉图尔境内共有1家游泳池、1间体育馆、2处网球场以及1处足球或橄榄球场。
截至2023年6月，塞西拉图尔体育联盟（US Cercycoise，编号506408）是塞西拉图尔境内唯一的一家注册足球俱乐部，该足球队成立于1921年，其主队2022至2023赛季参加涅夫勒省足球联赛乙组（法国第十级别），其主场为路易-法郎士·博多体育中心（Espace Sportif Louis-France Baudot）。

### 环境
塞西拉图尔的环境事务由其所属的巴祖瓦-卢瓦尔-莫尔旺市镇公共社区联合各级政府协调负责。2021年，塞西拉图尔境内暂无污染企业。

### 治安
2021年，塞西拉图尔市镇范围内有1处宪兵队。
塞西拉图尔及其附近的共78个市镇是讷韦尔国家宪兵队（zone gendarmerie de Nevers）的管辖范围。2020年，该宪兵队累计记录各类案件2,681起，其中盗窃类案件1,511起，经济类案件444起，毒品交易类案件61起。

## 文化

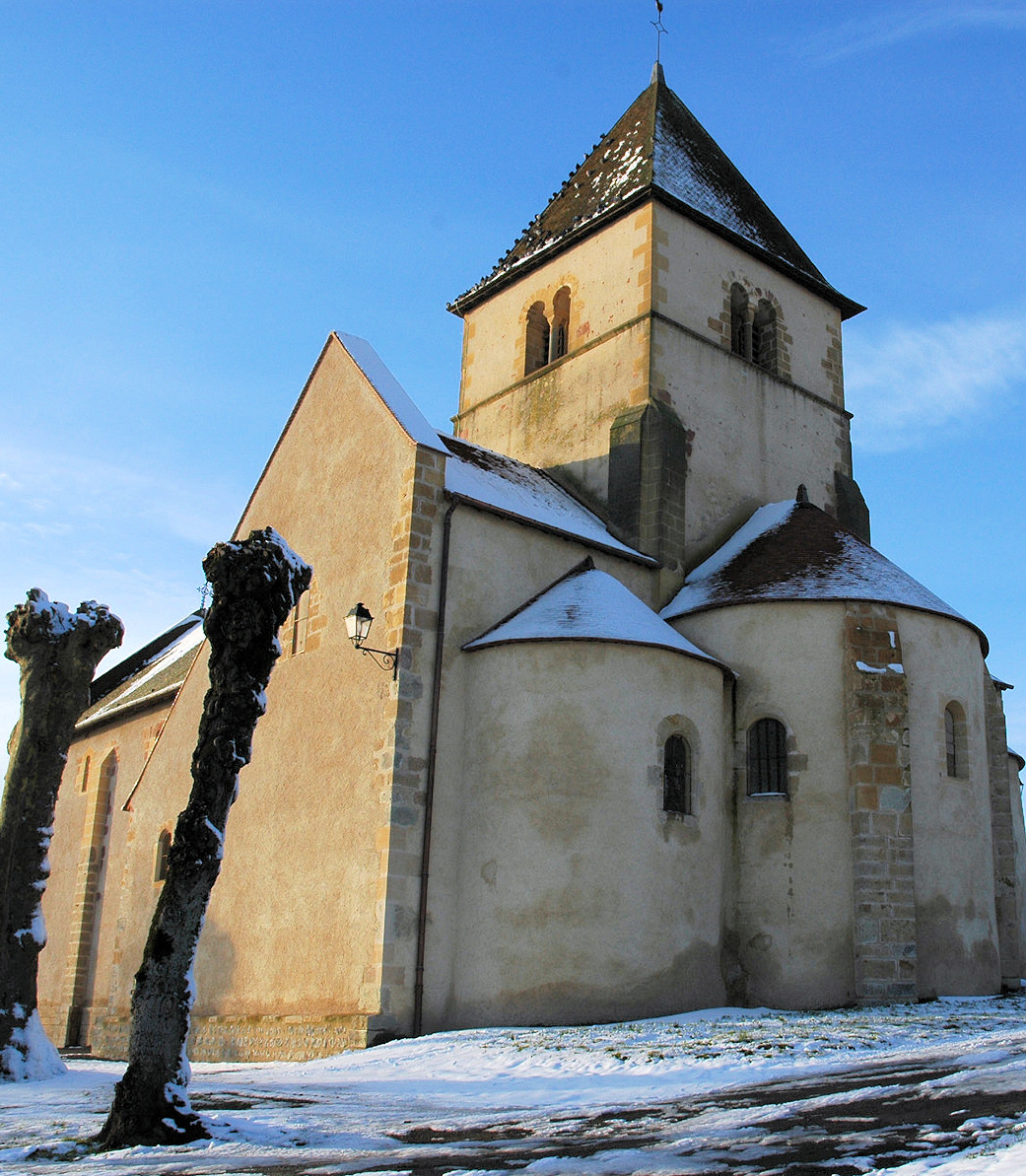
圣伯多禄教堂

2021年，塞西拉图尔境内暂无任何文化设施。塞西拉图尔市政府提供市政图书馆，每周一至六向公众开放。

### 建筑
塞西拉图尔境内有多处历史建筑，其中圣伯多禄教堂是法国国家文物保护单位，也是当地的地标性建筑物。

### 旅游
塞西拉图尔的旅游事务由其所属的巴祖瓦-卢瓦尔-莫尔旺市镇公共社区负责。2022年，塞西拉图尔境内共有0家酒店共计0间房间；另有1个露营地，可容纳共35辆露营车。

### 媒体
法国主要的媒体均可在塞西拉图尔接收，法国电视三台下属的勃艮第-弗朗什-孔泰大区频道在部分时段播出塞西拉图尔所在涅夫勒省的地方新闻。

## 友好城市
截至2023年6月，塞西拉图尔共与一座城市建立了友好城市关系：
- 德国 法伦达尔